# Горки (Бусаевское сельское поселение)
Горки — посёлок в Клепиковском районе Рязанской области. Входит в состав Бусаевского сельского поселения.

## География
Находится в северной части Рязанской области на расстоянии приблизительно 24 км на юг по прямой от районного центра города Спас-Клепики на правобережье реки Пра.

## История
В 1897 году здесь (хутор крестьянина Шапошникова Рязанского уезда Рязанской губернии) был учтён 1 двор.

## Население
Численность населения: 12 человек (1897 год), 31 в 2002 году (русские 94 %), 24 — в 2010.